# سوآناندریان
سوآناندریان (به لاتین: Soavinandriana) یک منطقهٔ مسکونی در ماداگاسکار است که در Soavinandriana واقع شده‌است.